# Dukla Vozovna
Dukla Vozovna je česká punková skupina z Pardubic. Pro punkovou kapelu založenou v roce 2001 je typická hudba se dvěma akordeony.

## Členové kapely
- Roman Anděl (Bóďa) – kytara, zpěv,
- David Skalecký (Skalda st.) – akordeon, zpěv
- Radovan Skalecký (Skalda ml.) – akordeon, zpěv
- Radim Drejsl (Dresik) – baskytara
- Jiří Krupička (Krupa) – bicí
- Lucie Novotná (Lucka) – akordeon, zpěv

## Diskografie
- Cvičná jízda (2000)
- Zastávka Svět (2003)
- Mistři (2005)
- Prášek proti smrti (2009)
- Sen nezbedného punka (2015)